# Goniofotometr

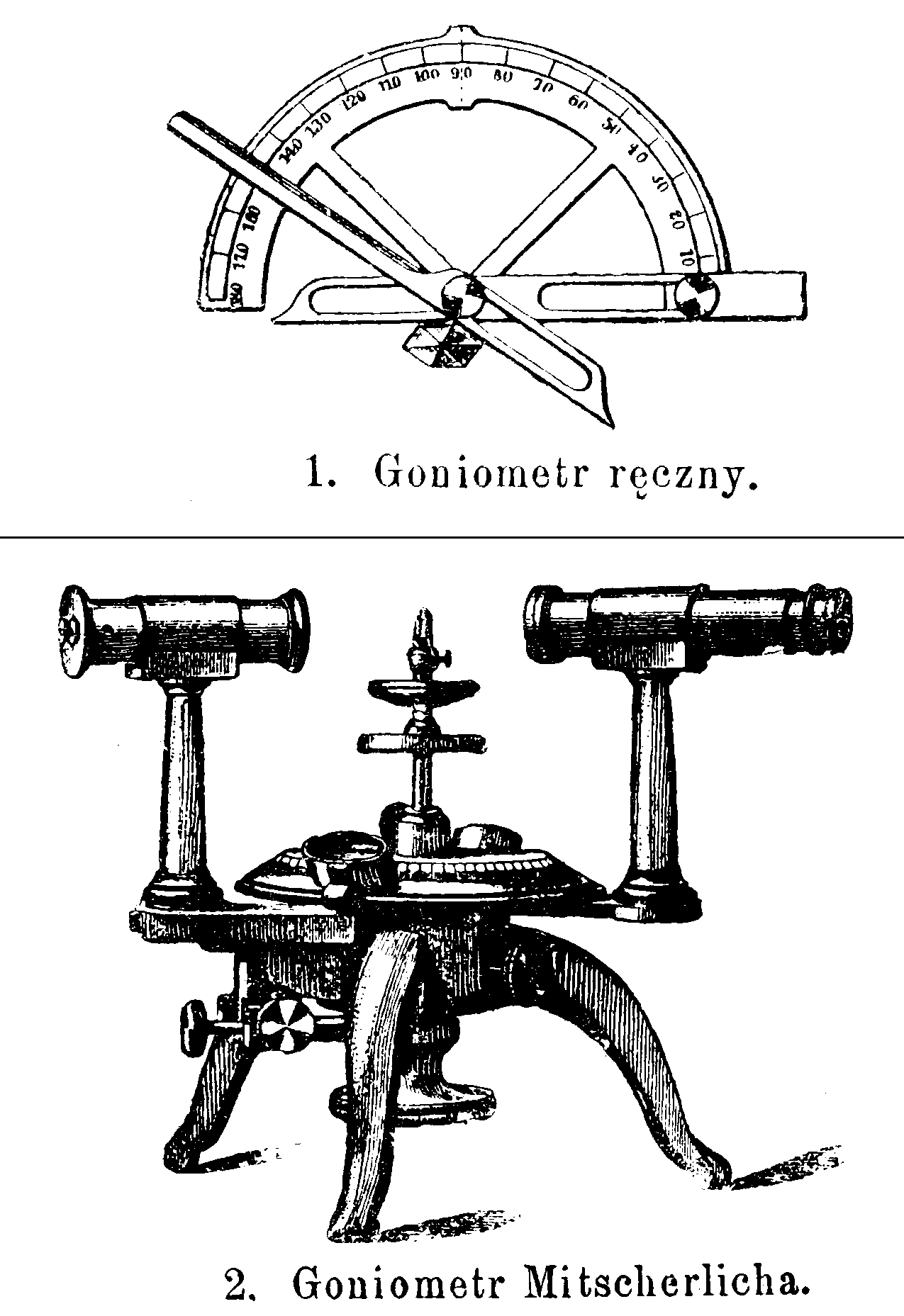
Manuální goniofotometr (Obr. 1) a goniofotometr Eilharda Mitscherlicha používaný pro krystalografii kolem roku 1900 (Obr. 2)

Goniofotometr je fotometrický laboratorní přístroj, jímž se měří rozložení svítivosti neboli čar svítivosti. Princip goniofotometru spočívá v tom, že umožňuje měřit svítivost v různých rovinách a pod různými úhly.

## Konstrukce
Konstrukce goniofotometrů je ovlivněna především minimální fotometrickou vzdálenosti (což je minimální vzdálenost mezi fotočlánkem a světelným zdrojem, při které je nejistota měření menší než dovolená či dohodnutá), maximálním rozměrem světločinných částí svítidel (nebo jen světelného zdroje) a možností změnit polohu svítidla při měření.
Měření rozložení svítivosti pomocí osvětlenosti, jež je fotočlánkem měřena, a výpočtu ze čtvercového zákona nabízí tři rozdílné konstrukční řešení goniofotometru:
- Otočný zdroj či svítidlo a pevný fotočlánek. Tento typ goniofotometru je možné použít jen v případě, že rozložení svítivosti je nezávislé na poloze světelného zdroje nebo svítidla.
- Pevný zdroj či svítidlo a otočný fotočlánek. Tento typ je vhodný pro měření rozložení svítivosti v provozní poloze světelných zdrojů a svítidel předepsané výrobcem. Tyto goniofotometry splňují požadavek kolmého dopadu světla na fotočlánek při dodržení minimální fotometrické vzdálenosti.
- Pevný zdroj i fotočlánek a otočné zrcadlo. Goniofotometry s pevným světelným zdrojem i fotočlánkem a otočným zrcadlem mohou sloužit k měření rozložení svítivosti všech světelných zdrojů či svítidel, jsou však náročné na konstrukční řešení (zejména na optickou kvalitu zrcadel).